# Protocalliphora rognesi
Protocalliphora rognesi is een vliegensoort uit de familie van de bromvliegen (Calliphoridae). De wetenschappelijke naam van de soort is voor het eerst geldig gepubliceerd in 1993 door Thompson & Pont.